# أشوفيل
أشوفيل (بالفرنسية: Acheville) هي بلدية فرنسية تقع في إقليم باد كاليه من منطقة نور با دو كاليه في شمال فرنسا. تبلغ مساحة هذه المدينة 3.04 (كم²)، وترتفع عن سطح البحر 59 م، يبلغ عدد سكانها 614 نسمة حسب إحصاء المعهد الوطني للإحصاء والدراسات الاقتصادية سنة 2009 م. وترأس Philippe La Grange البلدية خلال فترة (2008-2014).